# 颱風科羅旺 (2003年)
颱風科羅旺（英語：Typhoon Krovanh，國際編號：0312，聯合颱風警報中心：12W，菲律賓大氣地球物理和天文管理局：Nina）為2003年太平洋颱風季第十二個被命名的風暴。「科羅旺」一名由柬埔寨提供，是一種樹木的名稱。

## 路徑
科羅旺於8月17日在關島西南偏南約110公里處發展為一個熱帶低氣壓，最初兩天它向西北推進，8月19日轉向西移。科羅旺於8月20日晚增強為一個熱帶風暴，8月21日晚進一步增強為一個強烈熱帶風暴，8月22日更增強為一個颱風，並於當晚在菲律賓伊莎貝拉省馬科亞科登陸。
科羅旺於8月23日早上進入南海後向西北偏西推進，翌日橫過南海北部。8月25日掠過廣東省湛江市徐聞縣下洋鎮後進入北部灣。8月26日清晨在越南廣寧省海河县登陸後減弱為一個強烈熱帶風暴，同日進一步減弱為一個熱帶風暴，並於當晚在內陸消散。

## 影響

### 菲律賓
科羅旺帶來的大雨造成1名女孩死亡，上千家庭需要遷離。

### 香港
當地發出之最高熱帶氣旋警告信號： 三號強風信號
天文台在8月23日早上9時30分發出一號戒備信號，當時科羅旺位於香港東南約760公里。8月24日早上科羅旺移近華南海岸，本地風力亦隨著科羅旺的移
近而逐漸增強，天文台於上午11時30分發出三號強風信號。科羅旺的外圍雨帶為本港帶來狂風大雨及雷暴，天文台在早上4時20分發出黃色暴雨警告信號，當日本港大部份地區均錄得超過70毫米的雨量。天文台於8月24日下午3時48分錄得的最低瞬時海平面氣壓為1001.6百帕斯卡。科羅旺在8月24日晚上最接近香港，當時它位於香港西南偏南約340公里。
在三號強風信號發出期間，本地普遍吹東至東南強風，離岸海域及高地吹烈風，長洲曾間中吹暴風。8月25日早上科羅旺移離香港並進入北部灣，本港風力逐漸減弱，所有熱帶氣旋警告於上午11時30分取消。受到科羅旺的外圍雨帶影響，本港當日間中有狂風大驟雨及雷暴，大部份地區錄得超過30毫米雨量，其中大嶼山及屯門的雨量更超過100毫米。在科羅旺的吹襲下，本港共有11人受傷。另有68宗大樹被吹倒及多宗高處墮物的報告。在牛頭角上邨，一幅大面積的棚架受強風吹襲倒塌，一條來往離島的小輪航線及四條巴士線一度停止服務。

### 澳門
當地懸掛最高熱帶氣旋警告信號：  三號風球
氣象站瞬間最低氣壓：988.1 hPa（8月24日下午4時8分大潭山）
澳門地球物理暨氣象局在8月23日早上11時30分懸掛一號風球，隨著科羅旺的移近，澳門風力逐漸增強，氣象局於下午1時30分改掛三號風球。科羅旺在8月24日晚上最接近澳門，當時它位於澳門西南偏南約300公里。8月25日下午科羅旺逐步遠離澳門，所有熱帶氣旋警告於下午3時除下。
科羅旺吹襲期間，澳氹大橋均錄得持續烈風，最高陣風更一度高達108 km/h，而大潭山風力亦錄得接近烈風下限的持續風速，惟馮瑞權領導的氣象局未有懸掛八號風球。

#### 雨量
| 站名稱           | 懸掛颱風信號期間之總雨量（毫米） |
| ---------------- | -------------------------------- |
| 大潭山站（氹仔） | 46.6                             |
| 友誼大橋         |                                  |
| 嘉樂庇總督大橋   |                                  |
| 九澳             | 50.2                             |

### 中国大陆
科羅旺在廣東、廣西及海南島導致最少2人死亡及5人受傷，接近13,000間房屋倒塌和14萬公頃的農作物受損，直接經濟損失逾21億人民幣。

### 越南
在越南北部，科羅旺導致1人死亡及5人受傷，約1,000間房屋被毀。

## 熱帶氣旋信號使用記錄

### 臺灣
| 交通部中央氣象局 颱風警報 | 交通部中央氣象局 颱風警報 | 交通部中央氣象局 颱風警報 |
| ------------------------- | ------------------------- | ------------------------- |
| 上一熱帶氣旋              | 海上颱風警報              | 下一熱帶氣旋              |
| 輕度颱風莫拉克            | 海上颱風警報              | 中度颱風杜鵑              |

### 香港
| 香港天文台 熱帶氣旋警告信號 | 香港天文台 熱帶氣旋警告信號 | 香港天文台 熱帶氣旋警告信號 |
| --------------------------- | --------------------------- | --------------------------- |
| 上一熱帶氣旋                | 一號戒備信號                | 下一熱帶氣旋                |
| 超強颱風伊布都              | 一號戒備信號                | 強颱風杜鵑                  |
| 超強颱風伊布都              | 三號強風信號                | 強颱風杜鵑                  |

### 澳門
| 澳門氣象局 熱帶氣旋信號 | 澳門氣象局 熱帶氣旋信號 | 澳門氣象局 熱帶氣旋信號 |
| ----------------------- | ----------------------- | ----------------------- |
| 上一熱帶氣旋            | 一號風球                | 下一熱帶氣旋            |
| 颱風伊布都              | 一號風球                | 颱風杜鵑                |
| 颱風伊布都              | 三號風球                | 颱風杜鵑                |

## 外部連結
- （日語）http://www.jma.go.jp/ （页面存档备份，存于） 日本氣象廳首頁
- （英文）http://www.usno.navy.mil/JTWC/ （页面存档备份，存于） 聯合颱風警報中心首頁
- （简体中文）https://web.archive.org/web/20120928121548/http://www.nmc.gov.cn/ 中央氣象台首頁
- （繁體中文）http://www.cwb.gov.tw/ （页面存档备份，存于） 中央氣象局首頁
- （繁體中文）http://www.hko.gov.hk/ （页面存档备份，存于） 香港天文台首頁
- （繁體中文）http://www.smg.gov.mo/ （页面存档备份，存于） 澳門地球物理暨氣象局首頁